# Air Traffic
Air Traffic é uma banda inglesa de indie rock vinda de Bournemouth, Inglaterra. O nome foi inspirado quando, durante os ensaios numa pista próxima ao Hurn Airport, os sinais de tráfego aéreo (air traffic) podiam ser ouvidos nos amplificadores.
Sua marca registrada musical é o emprego do piano misturado com indie rock. A banda recebeu sucesso com o lançamento de seu single "Shooting Star", que estreou como número 30 na parada de singles do Reino Unido, e o lançamento de seu álbum de estreia, Fractured Life, que alcançou a posição nº 42.

## História

### Formação eFractured Life
Chris Wall (piano e vocais) conheceu David Ryan Jordan (bateria) e Tom Pritchard (guitarra), enquanto estudava na escola em Bournemouth em 2003. A banda se mudou para Londres em 2005, eles recrutaram quarto membro da banda Jim Maddock (baixo) e começou à procura de um contrato de gravação. Seus primeiros singles foram Just Abuse Me" e "Charlotte" foi lançado em 17 de julho de 2006, pela Label Fandango. 500 cópias dos singles foram produzidos, todos que esgotou em poucos dias a contar da data de lançamento. Depois disso, a banda assinou com a gravadora major EMI. A banda começou a experimentar algum sucesso mainstream depois de ser notado por Steve Lamacq e Zane Lowe da BBC Radio 1, resultando em airplay na Radio 1, Capital Radio, XFM e Kerrang! Radio.
Em 24 de novembro de 2006, a banda foi dada a sua exposição real na televisão quando eles apareceram em Later with Jools Holland ao lado de bandas como The Killers e Lucinda Williams. Eles tocaram duas músicas de seu primeiro lançamento, "Charlotte" e "Just Abuse Me". No final do ano, a banda Snow Patrol apoiado em sua turnê no Reino Unido. A banda também foram indicados na enquete de som da BBC de 2007.

### Segundo álbum e saída de David Ryan Jordan (2010)
A banda convidou os fãs a baixar nova faixa "Ambulate" através de e-mail, em abril de 2009, em que afirmou que David Ryan Jordan tinha deixado a banda para "perseguir outros interesses". Em junho, a banda tocou um vendidos para fora, sete turnê data do Reino Unido, incluindo shows no Borderline em Londres, Instituto para surdos de Manchester e uma pequena cidade natal de aquecimento show. Em 1 de Novembro de 2009, outra faixa demo foi enviada para os fãs subscrito do site, intitulado "Maniac".

### Hiato (2010)
Em setembro de 2010 os restantes três membros anunciado no site oficial da banda que eles estão "dando um tempo de ser uma banda por um tempo para tentar outras coisas" alimentando o rumor persistente de que a banda se separou.

### Álbuns de estúdio
| Year | Album details                                                                            | Charts |
| Year | Album details                                                                            | UK     |
| ---- | ---------------------------------------------------------------------------------------- | ------ |
| 2007 | Fractured Life - Released: July 2, 2007 - Label: EMI - Formats: LP, CD, digital download | 42     |

### Extended plays
| Year | Album details                                                                   |
| ---- | ------------------------------------------------------------------------------- |
| 2006 | Never Even Told Me Her Name - Released: October 30, 2006 - Label: Tiny Consumer |

### Singles
| Year                    | Title                         | UK Chart peak position | Album                   |
| ----------------------- | ----------------------------- | ---------------------- | ----------------------- |
| 2006                    | "Just Abuse Me" / "Charlotte" | —                      | Não-álbum de lançamento |
| 2007                    | "Charlotte" (re-release)      | 33                     | Fractured Life          |
| 2007                    | "Shooting Star"               | 30                     | Fractured Life          |
| 2007                    | "No More Running Away"        | 45                     | Fractured Life          |
| "—" denota não gráfico. |                               |                        |                         |